# Sebastian Cluer
Sebastian „Sebi“ Cluer (* in Toronto, Kanada) ist ein kanadischer Filmregisseur und Schriftsteller.

## Leben
Cluer war an allen 88 Folgen der Serie Kenny vs. Spenny als Regisseur aktiv, wodurch er bekannt wurde. Bei der Serie nahm er als Regisseur, Autor und Produzent teil. Anschließend hatte er in vielen Filmen eine Rolle als Schauspieler, Produzent oder Regisseur, die bekanntesten sind The Papal Chase, Restaurant Makeover und Holmes Inspection. Cluer arbeitet seit 2012 zusammen mit Kenny Hotz an der Reality-/Comedy-Show Kenny Hotz’s Triumph of the Will, wo er als Filmregisseur tätig ist. Nebenbei arbeitet Cluer an mehreren eigenen Projekten. Für seine Arbeit als Regisseur ist Sebastian Cluer sehr bekannt und wird sehr geschätzt, so hatte er mit mehreren Werken das Canadian Filmmakers’ Festival, das Brooklyn Film Festival und den Canadian Screen Award gewonnen. Mit der Comedy-Serie Kenny vs. Spenny wurde er insgesamt achtmal unter anderem für den Rose d’Or und den Gemini Award nominiert.

## Filmografie
- Kenny vs. Spenny
- The Ron James Show
- Kenny Hotz’s Triumph of the Will
- Maya Universe
- bigshot media
- Maverick Films
- Get Outta Town!
- Campus PD
- The Food Factory
- Property Brothers
- Love Trap
- Matchmaker
- Holmes Inspection
- Restaurant Makeover
- Colin & Justin’s Home Heist
- Inside The Box with Ty Pennington
- Kim’s Rude Awakenings
- Income Property
- re:percussions
- The Papal Chase

## Nominierungen und Auszeichnungen
- 2004: Nominiert für Rose d’Or – Beste Comedy-Serie mit Kenny vs. Spenny
- 2004: Nominiert für Gemini Award – Beste Reality-Serie mit Kenny vs. Spenny
- 2004: 4. Platz beim Whistler Film Festival mit Kenny vs. Spenny
- 2005: Gewinner beim Canadian Filmmakers’ Festival – Bester Spielfilm mit The Papal Chase
- 2005: Gewinner beim Brooklyn Film Festival mit The Papal Chase
- 2006: Nominiert für Gemini Award – Beste Reality-Serie mit Kenny vs. Spenny
- 2008: Nominiert für Gemini Award – Beste Reality-Serie mit Kenny vs. Spenny
- 2009: Nominiert für Gemini Award – Beste Lifestyle-Serie mit Restaurant Makeover
- 2010: Nominiert für Canadian Comedy Awards – Bester Regisseur einer Comedy-Serie mit Kenny vs. Spenny
- 2010: Nominiert für Gemini Award – Beste Leistung in einer Comedy-Serie mit Kenny vs. Spenny
- 2010: Nominiert für Gemini Award – Beste Lifestyle-Serie mit Holmes Inspection
- 2011: Nominiert für Canadian Comedy Award – Bester Regisseur mit Kenny vs. Spenny (XMas Special)
- 2012: Nominiert für Canadian Comedy Award – Bester Regisseur mit Kenny Hotz’s Triumph of the Will
- 2012: Nominiert für Banff Rockie Award – Beste Comedy-Serie mit Kenny Hotz’s Triumph of the Will
- 2013: Nominiert für Canadian Screen Award – Beste Comedy-Serie mit Kenny Hotz’s Triumph of the Will
- 2013: Gewinner beim Canadian Screen Award – Beste Fotografie während einer Comedy-Serie mit Kenny Hotz’s Triumph of the Will